# Licnoptera
Licnoptera is een geslacht van vlinders van de familie spinneruilen (Erebidae), uit de onderfamilie Arctiinae.

## Soorten
- L. anguliscripta T.P. Lucas, 1890
- L. crocodora Meyrick, 1889
- L. euraphota Turner, 1940